# 塞克拉温
塞克拉温，是西班牙埃斯特雷马杜拉卡塞雷斯省的一个市镇。总面积160平方公里，2001年普查人口總數為2139人，人口密度為每平方公里13人。